# Papa Charlie Jackson
Papa Charlie Jackson (1887-1938) fue uno de los músicos pioneros del blues. Además de cantar, tocaba un híbrido de banjo-guitarra y ukelele; empezó a grabar en 1924 y realizó un total de 77 grabaciones. 
La mayor parte de su vida es desconocida, pero es probable que naciese en Nueva Orleáns y que muriese en Chicago en 1938.
Intérprete en principio en minstrel shows o minstrelsy y medecine shows, Jackson tocó dentro del área de Chicago a comienzos de los años veinte. Se hizo conocido por tocar pidiendo en la famosa Chicago Maxwell Street Market y así, en 1924, pudo grabar pronto temas como "Papa's Lawdy Lawdy Blues" ("la primera grabación fonográfica de blues rural") y "Airy Man Blues". Uno de sus siguientes temas, "Salty Dog Blues", se convirtió en su canción más famosa. Jackson grabó con artistas como Ida Cox, Hattie McDaniel y Ma Rainey.
A finales de los veinte, Jackson alcanzó lo más alto de su carrera grabando "Papa Charlie and Blind Blake Talk About It" (una canción en dos partes) con Blind Blake. Antes de los años treinta grabó unas cuantas canciones más, pero entonces Jackson abandonó la compañía Paramount y se pasó a Okeh Records, grabando con Big Bill Broonzy.